# 沅江
沅江（げんこう、Yuan River、簡体字: 沅江、拼音: Yuán jiāng）、あるいは沅水（げんすい、拼音: Yuán shuǐ）は、中華人民共和国を流れる大きな川で、洞庭湖に注ぐ長江右岸の支流。湖南省の四大河川（湘江、沅江、資江、澧水）の一つで、その長さは湘江に次ぐ。

## 流路

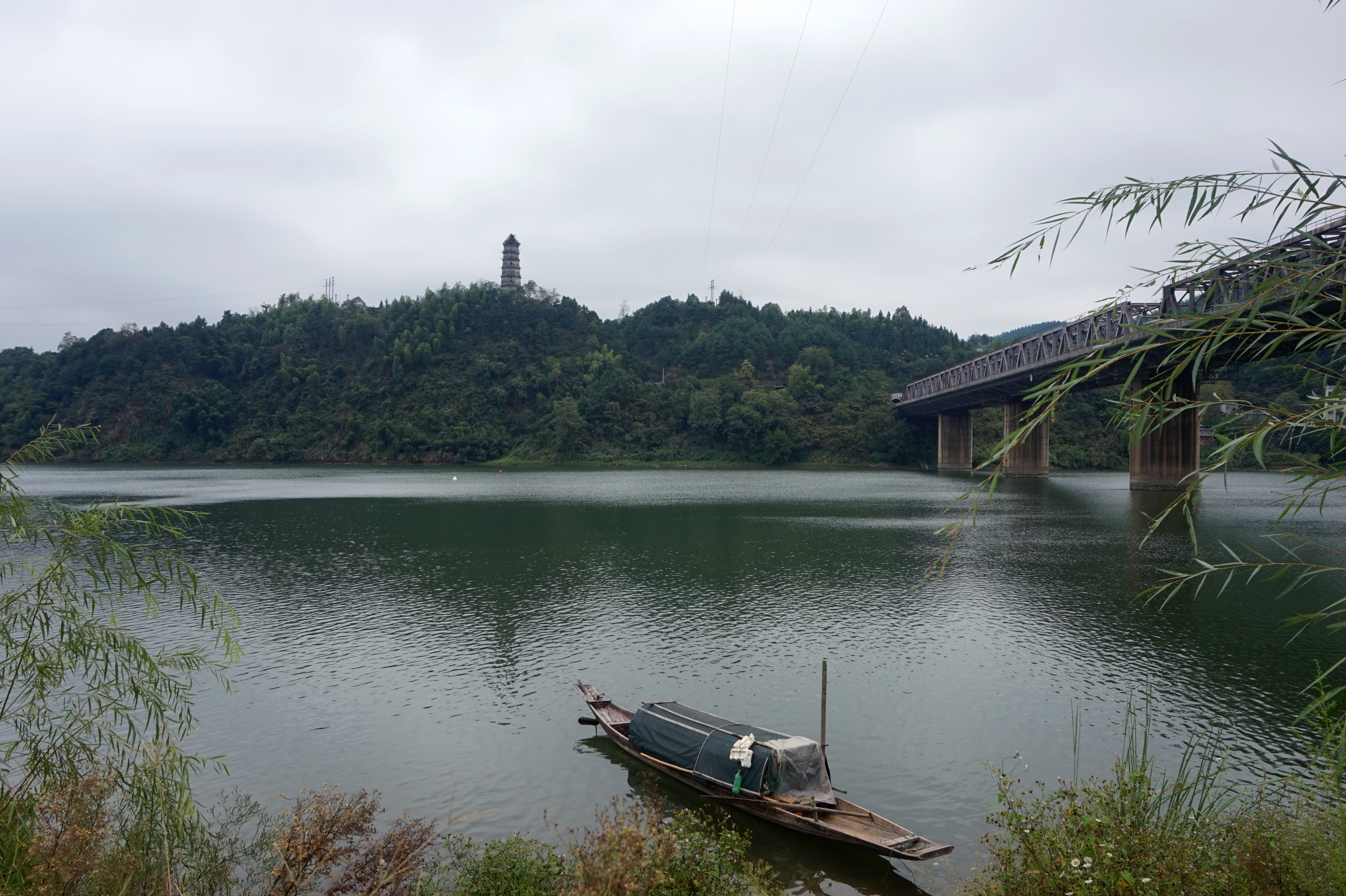
黔城にある赤峰塔（1859年建立）。手前の川が沅江で、焦柳線の黔城沅江大橋（1975年完成）が渡る

沅江の上流には、源流となる南と北の二つの川がある。
南の源流は「龍頭江」といい、貴州省都勻市の雲霧山脈から流れている。北の源流は「重安江」といい、貴州省麻江県の平月間の大山から流れる。両方の源流が合流して清水江と名を変え、鑾山（らんざん）に至り湖南省懐化市芷江自治県に入る。東へ流れて洪江市黔城鎮で舞水と合流して沅江と名を変える。懐化市会同県、洪江市、中方県、漵浦県、辰渓県、湘西トゥチャ族ミャオ族自治州瀘渓県、沅陵県、常徳市桃源県、常徳市区を流れ、常徳市の徳山で洞庭湖に注入する。
幹流の全長は1,033キロメートル（うち湖南省内は568キロメートル）、流域面積は89,163平方キロメートル（湖南省内が51,066平方キロメートル）、年平均流量は393.3億立方メートル。

### 主な支流
- 白洋河（別名・黄石河）
- 辰水（別名・錦水、錦江、麻陽河）
- 大伏渓
- 洞庭渓（別名・池蓬渓、鄭水江）
- 公渓河（別名・寨頭渓。古名・貢渓河）
- 渠水（別名・渠江。古名・叙水）
- 深渓

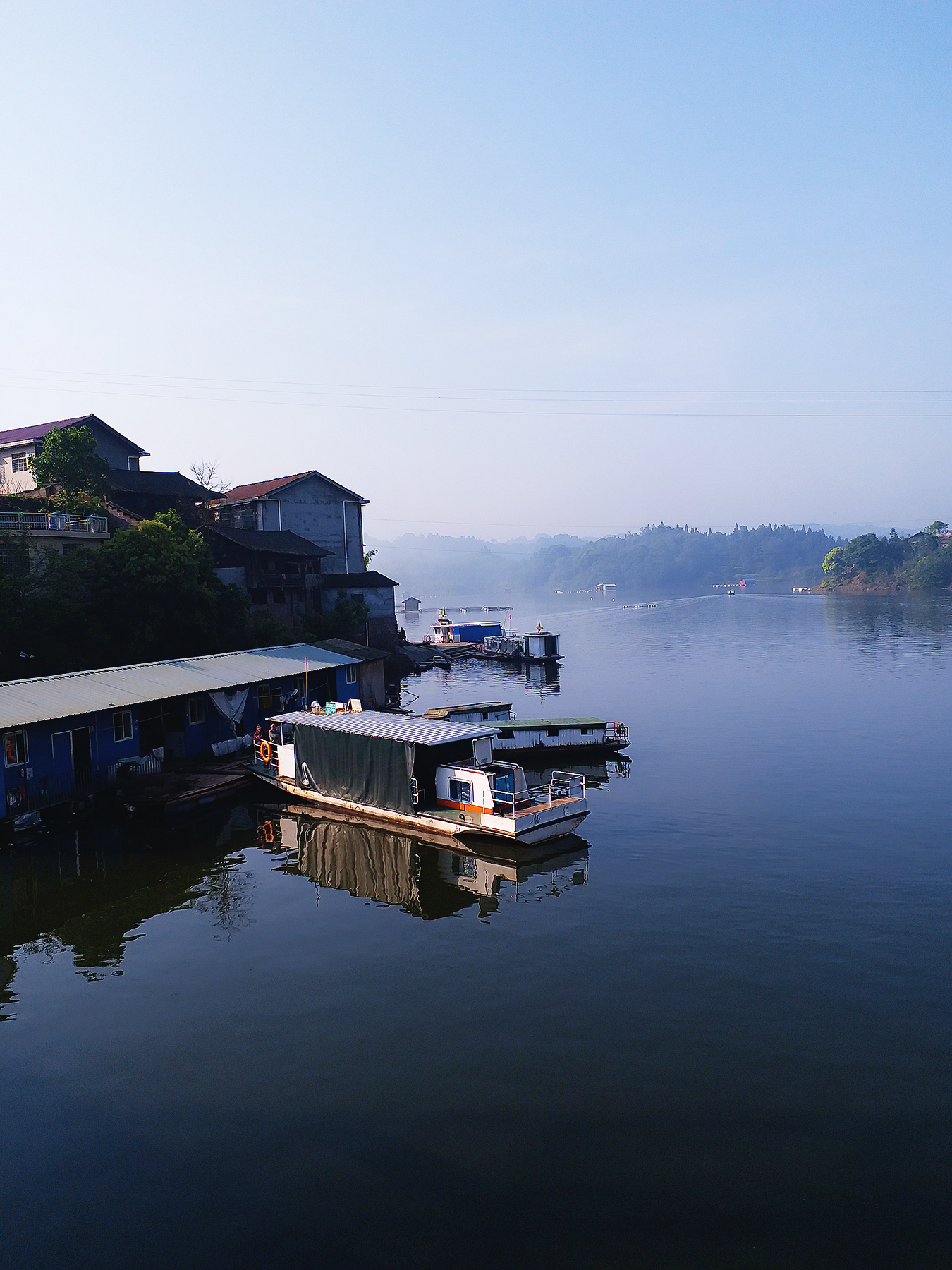
沅江（湖南省懐化市沅陵県、肖家橋郷付近）

- 巫水（別名・洪江、運水、竹舟江。古名・雄渓または熊渓）
- 武水（別名・武渓、盧水）
- 舞水（別名・無水、㵲水、巫水）
- 漵水（別名・双龍江。古名・序水、漵川）
- 怡渓（夷水）
- 酉水（古名・酉渓）